# Vasilij 1. af Moskva
Vasilij 1. af Moskva (russisk: Василий I Дмитриевич, tr. Vasilij I Dmitrijevitj, født 30. december 1371, død 27. februar 1425) var storfyrste af Moskva fra 1389-1425.
Han var ældste søn af Dmitrij Donskoj og storfyrstinde Eudoxia, datter af storfyrst Dmitrij Konstantinovitj af Nizjnij Novgorod.

## Indenrigspolitik
Vasilij fortsatte processen mod foreningen af alle de russiske lande under Moskvas overherredømme. I 1392 indlemmede han fyrstendømmerne Nizjnij Novgorod og Murom. Nizjnij Novgorod blev givet til Vasilij 1. af khanen af Den Gyldne Horde i bytte for den hjælp Moskva havde givet ham mod en af hans rivaler. I 1397-1398 blev Kaluga, Vologda, Veliki Ustjug og Komi underlagt Moskva.
I hans regeringstid fortsatte bojarernes feudale jordbesiddelser med at vokse. Med væksten i den fyrstelige myndighed i Moskva blev feudalherrernes retslige beføjelser dog delvist formindsket og overført til Vasilijs repræsentanter og lederne af volosterne.

## Udenrigspolitik
For at forhindre Rusland i at blive angrebet af Den Gyldne Horde indgik Vasilij en militæralliance med Moskvas traditionelle fjende storfyrstendømmet Litauen i 1392 og giftede sig med Sofia af Litauen, som var eneste datter af den litauiske storfyrste Vytautas den Store. Alliancen viste sig dog at være skrøbelig, da Vytautas senere forsøgte at indtage Vjazma og Smolensk i 1403-1404.
Timur togt mod de slaviske lande i 1395, hvor han ødelagde Volga-regionerne, men ikke trængte så langt mod nord som Moskva, viste sig at blive en politisk fordel for Vasilij 1., da det skadede Den Gyldne Horde, som i de næste tolv år var i en tilstand af anarki. I hele denne periode betalte Vasilij 1. ingen tribut til khanen Olug Moxammat, selvom enorme pengesummer blev opsamlet i Moskvas skatkammer til militære formål. I 1408 hærgede Edigu russernes territorium, men han var ikke i stand til at indtage Moskva. I 1412 fandt Vasilij 1. det dog nødvendigt at foretage det længe udskudte besøg til Horden.
Den voksende indflydelse som Moskva havde i udlandet blev understreget af det faktum, at Vasilij 1. giftede sin datter Anna bort til kejser Johannes 8. Palaiologos af Byzans.

## Ægteskab og børn
Han giftede sig med Sofia af Litauen. Hun var eneste datter af Vytautas den Store og hans hustru storfyrstinde Anna af Litauen. De fik ni kendte børn:
- Anna af Moskva (1393 - august 1417), gift med Johannes 8. Palaiologos
- Jurij Vasilijevitj (30. marts 1395 - 30. november 1400)
- Ivan Vasilievitj (15. januar 1396 - 20. juli 1417), gift med en datter af Ivan Vladimirovitj af Pronsk.
- Anastasia Vasilijevna (d. 1470), gift med Vladimir Aleksander, fyrste af Kijev, søn af Vladimir Olgerdovitj
- Daniil Vasilievitj (6. december 1400 - maj 1402).
- Vasilisa Vasilijevna. Gift først med Aleksander Ivanovitj "Brukhatij", fyrste af Suzdal og anden gang med hans fætter Aleksander Daniilovitj "Vzmetenj", fyrste af Suzdal. De var begge femte generations efterkommere af Andrej 2. af Vladimir.
- Simeon Vasilievitj (13. januar - 7. april 1405)
- Maria Vasilijevna. Gift med Jurij Patrikievitj, søn af Patrikej, fyrste af Starodub og hans kone Helena. Ægteskabet styrkede den rolle som bojarerne havde i forhold til Moskva.
- Vasilij 2. af Moskva (10. marts 1415 - 27. marts 1462)